# Salles, Lot-et-Garonne
Salles är en kommun i departementet Lot-et-Garonne i regionen Nouvelle-Aquitaine i sydvästra Frankrike. Kommunen ligger i kantonen Monflanquin som tillhör arrondissementet Villeneuve-sur-Lot. År 2022 hade Salles 287 invånare.

## Befolkningsutveckling
Antalet invånare i kommunen Salles
| Referens: INSEE |